# Lucas Piazon
Gustavo Lucas Domingues Piazón thường được gọi ngắn là Lucas Piazón (sinh ngày 20 tháng 1 năm 1994 tại São Paulo, Brasil) là một cầu thủ bóng đá Brasil đang chơi ở vị trí hộ công hay tiền đạo cánh cho câu lạc bộ Reading ở Giải Vô địch Bóng đá Anh theo một bản hợp đồng cho mượn từ Chelsea. Anh thi đấu ở vị trí hộ công nhưng cũng có thể thi đấu ở vị trí tiền đạo cánh và tiền vệ công. Vì vị trí thi đấu lẫn lối chơi ngay cả khuôn mặt của anh gần giống Kaká nên anh có biệt danh là "Kaká mới"

## Bắt đầu sự nghiệp
Gustavo Lucas Domingues Piazón sinh tại São Paulo, có bố tên là Antonio Carlos Piazón và mẹ Marizabel Domingues. Anh lớn lên cùng với người em là Juliana trẻ hơn anh 3 tuổi, hồi nhỏ anh là một cổ động viên cuồng nhiệt cho Chelsea và cũng mong muốn 1 ngày được thi đấu tại đây.
Lúc anh lên 8 tuổi, cả gia đình anh đã chuyển sang bang Paraná sinh sống nhưng anh vẫn phát triển sự nghiệp bóng đá tại môn bóng đá Futsal. Piazón bắt đầu với CLB Coritiba Futsal Club. Năm 11 tuổi, anh chuyển sang thi đấu tại sân mini.

## Sự nghiệp câu lạc bộ

### Chelsea

#### Đội trẻ
Đầu năm 2011, Chelsea đã bất ngờ có được anh sau khi giành chiến thắng trước CLB Juventus trong thương vụ chuyển nhượng này nhưng anh vẫn chưa chính thức đến Chelsea vì lúc đó anh chưa đủ 18 tuổi để chuyển sang thi đấu cho 1 CLB ngoại quốc. Tuy nhiên 15/3/2011 anh vẫn được đặc cách và thi đấu cho đội trẻ của Chelsea. Dù tháng 1/2012 anh mới được nhận visa ở nước ngoài nhưng cuộc đàm phán vẫn diễn ra vào hè năm 2011, Chelsea phải trả 5 triệu bảng cho São Paulo và cũng có thể tăng lên thành 10 triệu theo điều khoản hợp đồng
Anh bắt đầu chơi cho đội dự bị đầu mùa giải 2011 và có trận đầu tiên trước đội dự bị Fulham. Anh có bàn thắng đầu tiên trong trận đấu gặp đội dự bị Arsenal. Anh đã cùng đội trẻ Chelsea giành vô địch FA cup dành cho đội trẻ sau khi giành chiến thắng trước đội trẻ Blackburn Rovers

#### Đội một
Ngày 20 tháng 1 năm 2012, Piazón chính thức tròn 18 và cũng chính thức có visa ở nước ngoài, vậy với tuổi của anh thì có thể chơi cả đội dự bị lẫn đội một. 6 ngày sau, anh được gia hạn hợp đồng tới năm 2017, anh sẽ được mặc áo số 35. Anh được ngồi dự bị trong các trận hòa 1-1 trước Swansea City và trận hòa 3-3 trước Man United. Anh cũng đã ngồi dự bị trong trận thắng 2-1 trước Blackburn Rovers tại vòng 38 nhưng cũng không được ra sân.

#### Mùa giải 2012-2013
Ngày 23 tháng 7, trong chuyến du đấu ở Mỹ, anh đã có một bàn thắng cho Chelsea trong trận giao hữu hòa 1-1 trước CLB PSG.
Piazón đã được cho ra sân lần lượt trong trận thắng 6-0 trước Wolverhampton Wanderers và thắng 5-4 trước Manchester United tại Cúp Liên đoàn bóng đá Anh.
23 tháng 12, anh có trận đấu chính thức đầu tiên cho Chelsea tại giải Ngoại hạng Anh trong trận thắng hủy diệt 8-0 trước CLB Aston Villa. Trong trận này, anh đã có một pha kiến tạo để cho Ramires ghi bàn và một quả sút hỏng penalty ở những phút cuối cùng.

### Cho mượn tới Málaga
Tháng 1 năm 2013 Piazón chuyển sang thi đấu cho câu lạc bộ Málaga ở La Liga theo bản hợp đồng cho mượn.

### Cho mượn tới Vitese
Ngày 9 tháng 8 năm 2013, anh được cho mượn tới câu lạc bộ Vitesse đang chơi tại giải hạng nhất Hà Lan tới hết mùa giải.
Ngày 22 tháng 9,anh lập cú đúp trong trận thắng PEC Zwolle 3-0. Một tuần sau,anh có bàn thắng đầu tiên tại giải vô địch quốc gia Nga khi ghi bàn ấn định chiến thắng 2-1 trước NEC Nijmegen.

## Đội tuyển quốc gia
Anh được triệu tập vào đội U-17 Brasil để thi đấu tại Giải vô địch bóng đá U-17 thế giới 2011, anh đã thi đấu rất xuất sắc tại giải đấu này cho dù đội không giành được chức vô địch.

## Thống kê sự nghiệp
Tính đến 30 tháng 1 năm 2016.
| Câu lạc bộ                 | Mùa giải            | Giải đấu            | Giải đấu | Giải đấu | Cúp quốc gia | Cúp quốc gia | Cúp liên đoàn | Cúp liên đoàn | châu Âu | châu Âu | Tổng cộng | Tổng cộng |
| Câu lạc bộ                 | Mùa giải            | Giải đấu            | Apps.    | Gls.     | Apps.        | Gls.         | Apps.         | Gls.          | Apps.   | Gls.    | Apps.     | Gls.      |
| -------------------------- | ------------------- | ------------------- | -------- | -------- | ------------ | ------------ | ------------- | ------------- | ------- | ------- | --------- | --------- |
| Chelsea                    | 2012–13             | Premier League      | 1        | 0        | 0            | 0            | 2             | 0             | 0       | 0       | 3         | 0         |
| Chelsea                    | 2015–16             | Premier League      | 0        | 0        | 0            | 0            | 0             | 0             | 0       | 0       | 0         | 0         |
| Chelsea                    | Tổng cộng           | Tổng cộng           | 1        | 0        | 0            | 0            | 2             | 0             | 0       | 0       | 3         | 0         |
| Málaga (mượn)              | 2012–13             | La Liga             | 11       | 0        | 1            | 0            | —             | —             | 2       | 0       | 14        | 0         |
| Vitesse (mượn)             | 2013–14             | Eredivisie          | 29       | 11       | 2            | 0            | —             | —             | —       | —       | 31        | 11        |
| Eintracht Frankfurt (mượn) | 2014–15             | Bundesliga          | 22       | 2        | 1            | 0            | —             | —             | —       | —       | 23        | 2         |
| Reading (mượn)             | 2015–16             | Championship        | 16       | 3        | 2            | 1            | 1             | 0             | —       | —       | 19        | 4         |
| Tổng cộng sự nghiệp        | Tổng cộng sự nghiệp | Tổng cộng sự nghiệp | 79       | 16       | 6            | 1            | 3             | 0             | 2       | 0       | 90        | 17        |

## Danh hiệu

### Câu lạc bộ
Đội trẻ Chelsea
- FA Youth Cup: 2011–12